# Symphony No. 1
Pour les articles homonymes, voir Symphonie no 1.
Albums de Joe Jackson
Heaven and Hell
(1997) Summer in the City: Live in New York
(2000)
Symphony No. 1 est le treizième album studio de Joe Jackson, sorti le 19 octobre 1999.
L'album s'est classé 7e au Top Classical Crossover et a reçu le Grammy Award du « meilleur album pop instrumental ».

## Liste des titres
Toutes les chansons sont écrites et composées par Joe Jackson.
| No | Titre                      | Durée |
| -- | -------------------------- | ----- |
| 1. | First Movement             | 17:17 |
| 2. | Fast Movement              | 7:05  |
| 3. | Slow Movement              | 9:01  |
| 4. | Last Movement (Variations) | 10:14 |

## Personnel
- Joe Jackson : piano
- Wessell Anderson : saxophone alto
- Terence Blanchard : trompette
- Gary Burke : batterie
- Robin Eubanks : trombone
- Mat Fieldes : basses électrique et acoustique
- Sue Hadjopoulos : percussions
- Mary Rowell : alto, violon électrique
- Steve Vai : guitare électrique